# Striaria columbiana
Striaria columbiana är en mångfotingart som beskrevs av Cook 1899. Striaria columbiana ingår i släktet Striaria och familjen Striariidae. Inga underarter finns listade i Catalogue of Life.